# Thelcticopis kianganensis
Thelcticopis kianganensis är en spindelart som beskrevs av Alberto Barrion och James A. Litsinger 1995. Thelcticopis kianganensis ingår i släktet Thelcticopis och familjen jättekrabbspindlar.
Artens utbredningsområde är Filippinerna. Inga underarter finns listade i Catalogue of Life.